# Enrico Garzelli
Enrico Garzelli   (Liorna, 24 de juliol de 1909 - valor desconegut, 16 de juliol de 1992) va ser un remer italià que va competir durant les dècades de 1920 i 1930.
El 1932 va prendre part en els Jocs Olímpics de Los Angeles, on guanyà la medalla de plata en la competició del vuit amb timoner del programa de rem. Quatre anys més tard, als Jocs de Berlín, revalidà la medalla de plata en la prova del vuit amb timoner.
En el seu palmarès també destaquen sis medalles al Campionat d'Europa, dues d'or, tres de plata i una de bronze, així com nombrosos campionats nacionals.